# Жертви на съдбата
„Жертви на съдбата“ (на английски: Fools of Fortune) е името на британски филм от 1990 г. по едноименния роман на Уилям Тревър. Във филма участват Джули Кристи и Мери Елизабет Мастрантонио.

## Сюжет
Действието се развива в Ирландия, в началото на 20-те години на 20 век. Ирландското протестантско семейство Куинтън (The Quintons) е въвлечено в конфликт между ирландски републиканци и британската армия.